# Ochranné pásmo
Ochranné pásmo je území zpravidla v blízkosti nějakého chráněného objektu nebo území, které není přímo jeho součástí, ale vztahují se na něj nějaké aspekty specifické ochrany, zpravidla v menší míře než na hlavní chráněný objekt nebo území. V ochranných pásmech mohou být například zakázány některé rizikové činnosti nebo mohou podléhat speciální regulaci. Různé typy ochranných pásem definují specifické zákony regulující určitou problematiku. 
V českém právu existují například následující typy ochranných pásem (v jiných zemích zpravidla existují analogické typy ochrany): 
- ochranná pásma dopravních staveb: 
  - ochranné pásmo dráhy podle zákona o drahách
  - silniční ochranné pásmo (ochranné pásmo pozemní komunikace) podle zákona o pozemních komunikacích
  - ochranná pásma leteckých staveb podle zákona o civilním letectví a leteckého předpisu L14 „Letiště“: 
    - ochranné pásmo letiště
    - ochranné pásmo leteckých zabezpečovacích zařízení
- ochranná pásma technických sítí: 
  - ochranná pásma zařízení elektrizační soustavy podle § 46 energetického zákona
    - ochranné pásmo nadzemního vedení
    - ochranné pásmo podzemního vedení
    - ochranné pásmo výrobny elektřiny
    - ochranné pásmo elektrické stanice

  - ochranné pásmo komunikačního vedení podle § 102 zákona o elektronických komunikacích
  - ochranné pásmo vodovodu podle zákona o vodovodech a kanalizacích
  - ochranné pásmo kanalizace podle zákona o vodovodech a kanalizacích
  - ochranné pásmo plynovodu a plynárenských zařízení (zásobníků plynu, plynovodních přípojek, technologických objektů, zařízení katodické protikorozní ochrany a vlastní telekomunikační sítě provozovatele plynovodu) podle § 68 energetického zákona
  - ochranné pásmo teplovodu (rozvodného tepelného zařízení) podle § 87 energetického zákona
  - ochranné pásmo ropovodu a produktovodu pro ropné produkty podle § 3 zákona č. 189/1999 Sb., o nouzových zásobách ropy, významně novelizovaného zákonem č. 131/2015 Sb. v souvislosti s novelou energetického zákona[1]
- ochranná pásma přírodních celků, útvarů a zdrojů
  - ochranné pásmo vodního toku podle vodního zákona
  - ochranné pásmo vodního zdroje podle vodního zákona
  - ochranné pásmo přírodního léčivého zdroje nebo zdroje přírodních minerálních vod podle lázeňského zákona
  - ochranné pásmo lesa podle lesního zákona
  - ochranné pásmo zvláště chráněného území podle zákona o ochraně přírody a krajiny
  - ochranné pásmo památného stromu podle zákona o ochraně přírody a krajiny
- památková ochranná pásma
  - ochranné pásmo památkově chráněného území (památkové rezervace nebo památkové zóny) podle památkového zákona
  - ochranné pásmo nemovité kulturní památky nebo nemovité národní kulturní památky podle památkového zákona – obdobným, ale odlišným pojmem je prostředí kulturní památky